# مؤسسه ملی آمار و مطالعات اقتصاد
مؤسسه ملی آمار و مطالعات اقتصاد (به فرانسوی: Institut national de la statistique et des études économiques)، به اختصار INSEE یا Insee اداره ملی آمار فرانسه است. اطلاعات مربوط به اقتصاد و جمعیت‌شناسی فرانسه را جمع‌آوری و منتشر کرده و همچنین سرشماری ملی دوره ای را انجام می‌دهد. دفتر مرکزی آن در مونتروژ، یک کمون می‌باشد که در حومه جنوبی پاریس بوده و شعبه فرانسوی یوروستت است. این مؤسسه در سال ۱۹۴۶ به عنوان جایگزین یا جانشین سرویس آمار ملی رژیم ویشی (SNS) ایجاد شد که با همکاری نزدیک مؤسسه ملی جمعیت‌شناسی (INED) مشغول به فعالیت می‌باشد.

## هدف
مؤسسه INSEE مسئول تولید و تجزیه و تحلیل آمار رسمی در فرانسه است. شناخته شده‌ترین مسئولیت‌های آن عبارتند از:
- سازماندهی و انتشار سرشماری سراسری.
- تولید شاخص‌های مختلف - از جمله شاخص تورم که برای تعیین نرخ اجاره بها و هزینه‌های مربوط به ساخت و ساز استفاده می‌شود.
- یوروستت از آمار INSEE در ترکیب با سایر آژانس‌های آمار ملی برای جمع‌آوری آمارهای قابل مقایسه برای اتحادیه اروپا به عنوان یک کل استفاده می‌کند. همچنین به‌طور گسترده‌ای به عنوان نماینده فرانسه در مسائل بین‌المللی آمار شناخته شده است.